# Bracon etnaellus
Bracon etnaellus es una especie de insecto del género Bracon de la familia Braconidae del orden Hymenoptera.

## Historia
Fue descrita científicamente por primera vez en el año 1907 por Cameron.